# Український Гірськолижний Клуб
Український гірськолижний клуб — українська громадська організація, створена для розвитку гірськолижного спорту в Україні, для підвищення престижу цього виду спорту в Україні.

## Історія Клубу
Клуб засновано восени 2003 року. Вперше учасники клубу брали участь у змаганнях Кубку федерації 2003 на горі Драгобрат.
2004—2005 року за підтримки посольства Австрії в Україні було організовано фестивалі у Славську, де брали участь гурти "Файно, Гайдамаки, Ольга Крюкова, Олег Скрипка та інші.
2004 року було започатковано ветеранські й аматорські змагання.
2006 року змагання пройшли на Драгобраті, Синяку (гірськолижний фестиваль) та у Славському.
2007 — у Мигово проведено нічний слалом серед професіоналів, там виступали Гуцул Каліпсо, Сонцекльош, Очеретяний Кіт, Файно, Н.Три, Карпатьяни, Дримба Да Дзиґа. Того ж року клуб був партнером фестивалю «Славське-Рок 2007».

## Адреса
Київ, вул. Грушевського 10, кімн. 221.